# ウィリアム・フランク・コールドロン
ウィリアム・フランク・コールドロン（William Frank Calderon 、W. Frank Calderon　とも、1865年 - 1943年4月21日)は、イングランドの画家、美術教師である。騎乗した人物や馬を題材にした絵を得意とした。

## 生涯
ロンドンで生まれた。父親のフィリップ・ハモジェニーズ・コールドロン(1833-1898)は、スペイン人の父親を持ち、ロイヤル・アカデミー・オブ・アーツの正会員(RA)であり、アカデミーの学芸員を務めた歴史画家である。
14歳（1979年頃）の時、絵を学ぶための奨学金(Trevelyan Goodall Scholarship)を得て美術を学び始め、その後奨学金でスレード美術学校に入学しアルフォンス・ルグロに学んだ。1881年から1921年の間、ロイヤル・アカデミー・オブ・アーツの展覧会に出展した。アカデミーの最初の出展作はヴィクトリア女王に買い上げられたとされる。1892年に彫刻家ヘンリー・ヒュー・アームステッド(Henry Hugh Armstead: 1828–1905)の娘と結婚した。
1895年にロンドン、ベイカー・ストリートに風景画家のチャールズ・エドワード・ジョンソン(Charles Edward Johnson: 1832-1913)と 美術学校を開き1916年まで校長を務めた 。この学校で学んだ芸術家にはセシル・オールデン(Cecil Aldin:  1870-1935)やリオネル・エドワーズ(Lionel Edwards: 1878–1966)、アルフレッド・マニングス(Alfred  Munnings: 1878-1959)、ヘレナ・グライシェン(Helena Gleichen: 1873–1947)、フレデリク・ホワイティング(Frederic Whiting: 1874-1962)、ジョージ・アーネスト・スタディ(George E. Studdy: 1878-1948)らがいる。1936年には美術の手引書『動物画と解剖学(Animal Painting and Anatomy)』は現在も有益な参考書であると考えられている 。
1895年に出版されたジョセフ・ジェイコブス(Joseph Jacobs)の編纂の『狐物語』に関する著作「The Most Delectable History of Reynard The Fox」などの挿絵も描いた 。

## 作品

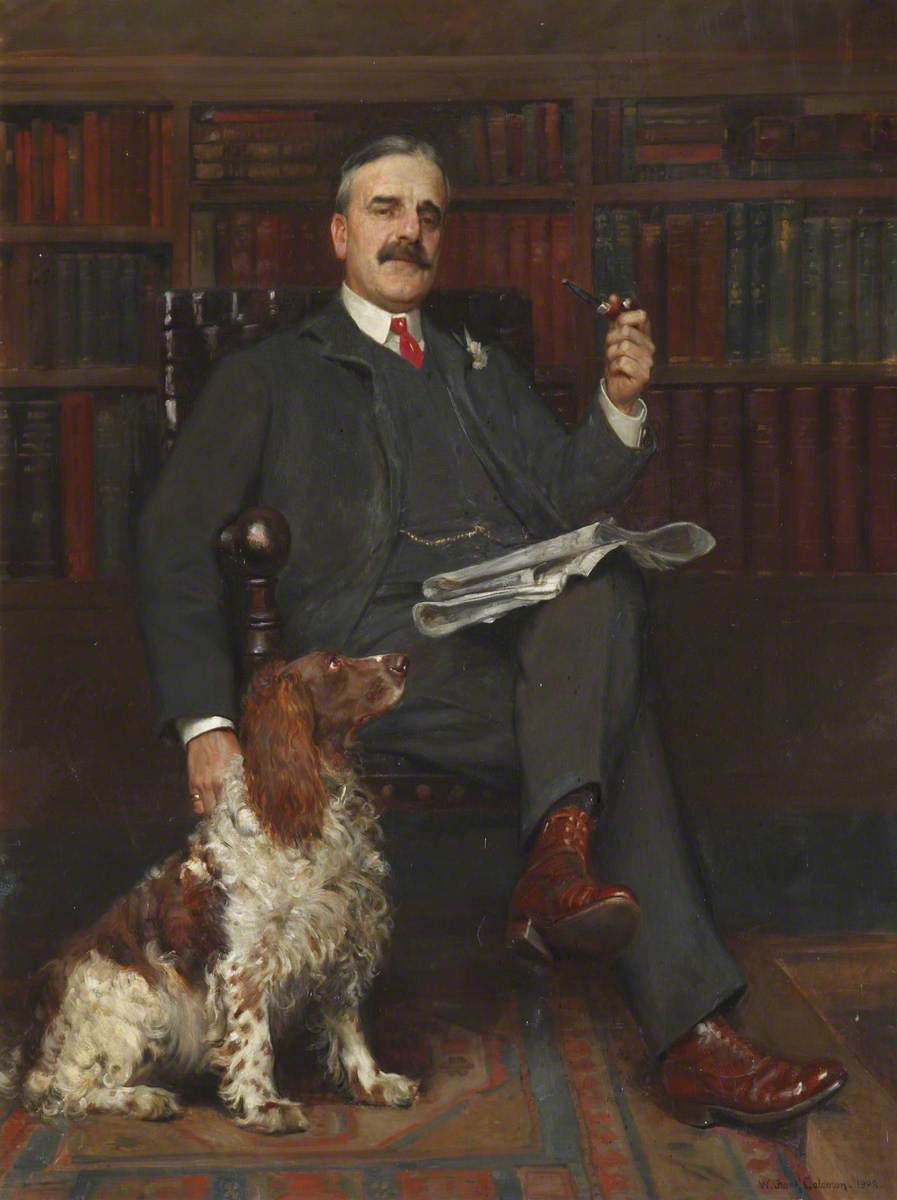
肖像画 (1908)
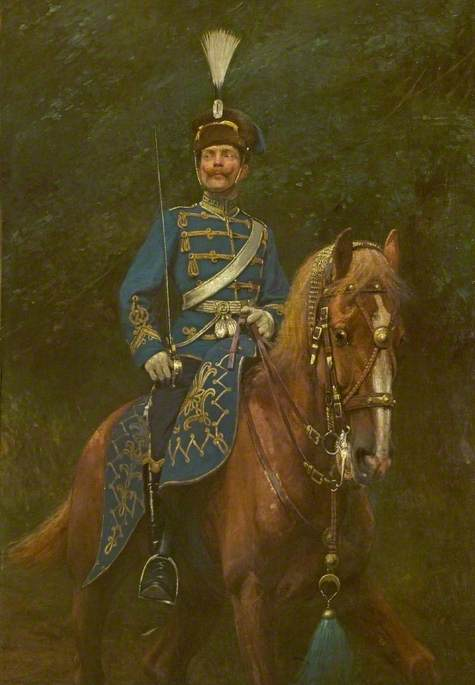
アイルランド騎兵(Blue Hussar) (1903)
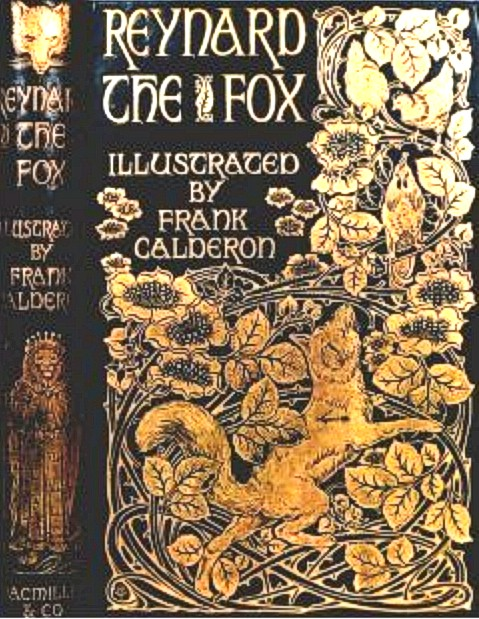
書籍表紙絵(1895)